# Ludwig Adam Dieffenbach

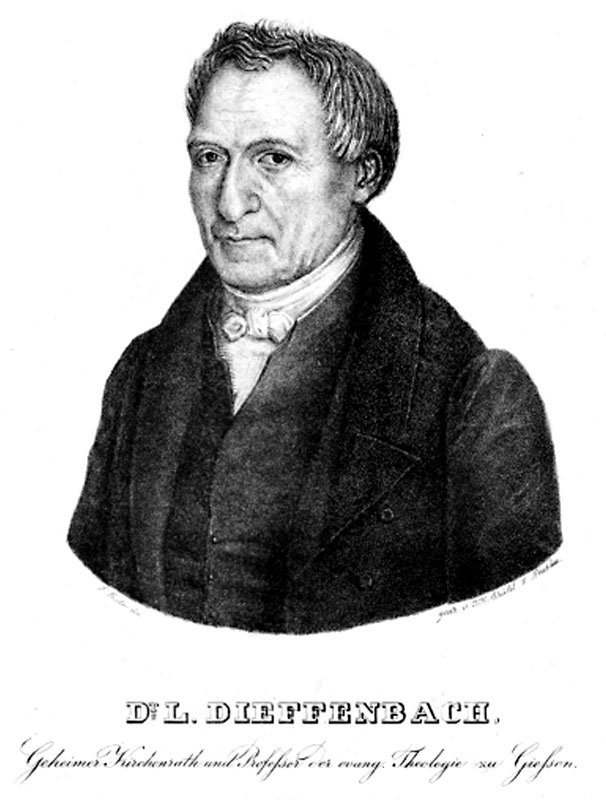
Ludwig Adam Dieffenbach

Ludwig Adam Dieffenbach (* 19. April 1772 in Dietzenbach; † 26. November 1843 in Gießen) war ein deutscher evangelischer Theologe.

## Leben
Ludwig Adam war ein Sohn des Pfarrers in Dietzenbach Johann Philipp Dieffenbach (* 11. Februar 1732 in Darmstadt; † 16. März 1805 in Dietzenbach) und dessen erster Frau Elisabeth Vulpius (* 24. November 1737 in Gräfenhausen; † 13. März 1779 in Dietzenbach). Er war somit ein Halbbruder des Johann Philipp Dieffenbach. Anfänglich wurde er an der Dorfschule seines Geburtsorts und bei seinem Vater ausgebildet. Nach siebenjährigem Besuch des Gymnasiums in Darmstadt nahm er 1791 ein Studium der Theologie an der Universität Gießen auf. Nachdem er dort unter anderem die Vorlesungen von Johann Christoph Friedrich Schulz, Wilhelm Friedrich Hezel, Johann Georg Bechtold und Ludwig Benjamin Ouvrier besucht hatte, absolvierte er 1794 seine theologischen Examina. Anschließend wirkte er als Lehrer in Umstadt, zwei Jahre später in seinem Geburtsort Dietzenbach, 1796 als Hauslehrer in Seeheim an der Bergstraße und 1797 als Hauslehrer in Frankfurt am Main. Im November 1798 wurde er vierter Lehrer am Pädagogium Gießen, erwarb am 11. August 1800 den Doktorgrad der Philosophie an der Universität ebenda, rückte 1803 in die dritte und 1805 in die zweite Stelle als Lehrer am Pädagogium auf. 
Nebenher habilitierte er sich 1805, hielt theologische Vorlesungen und versah vom 22. Oktober 1804 bis 22. Februar 1825 die Stelle eines Kustos an der Universitätsbibliothek in Gießen. Aus seiner Lehrerstelle schied er am 8. Juli 1806 aus und  übernahm am 9. Juli 1806 eine außerordentliche Professur der Theologie in Gießen. Damit verbunden war eine Stelle als zweiter Pfarrer an der Stadtkirche in Gießen, die er bis zum 9. Januar 1823 ausübte. Am 19. Januar 1809 wurde er in Gießen vierter ordentlicher Professor der Theologie, promovierte am 15. Januar 1810 zum Doktor der Theologie und übernahm vom 3. Oktober 1826 bis 30. August 1832 die Funktion eines Kirchen- und Schulrats daselbst. Im Juni 1833 wurde er auch Mitglied der Bezirksschulkommission des Kreises Gießen und am 24. Februar 1838 ernannte man ihm zum geheimen Kirchenrat. Zudem war er in den Jahren 1819/20 und 1827/28 Rektor der Universität Gießen.

## Familie
Dieffenbach heiratete am 1. September 1801 in Nieder-Mockstadt Christiane Louise Henriette Hoffmann (* 30. Juni 1779 in  Nieder-Mockstadt), Tochter des Amtsrats und Domänenpächters in Nieder-Mockstadt Heinrich Christoph Hoffmann und der Johanna Christine Magdalene Cramer. Aus der Ehe stammen Kinder. Von diesen kennt man:
1. Tochter Emilia Christina Friederike Dieffenbach (* 29. Juli 1802 in Gießen; † 5. Januar 1869 in Dauernheim), ⚭ 3. Januar 1829 mit dem Pfarrer in Dreieichenhain und ab 1853 Pfarrer in Dauernheim bei Darmstadt Johann Daniel Spengel (* 29. Mai 1799 in Gießen; † 13. November 1870 in Dauernheim)
2. Tochter Charlotte Dieffenbach († jung)
3. Tochter Louise Dieffenbach († jung)
4. Tochter Pauline Sophie Luise Dorothea Christiane Georgette Dieffenbach (* 9. September 1807 in Gießen; † 29. Oktober 1886 in Darmstadt), ⚭ 7. Juli 1840 mit dem Hofgerichtssekretär u. Assessor in Darmstadt Georg Franz Wörner (* 11. April 1806 in Münster; † 12. Januar 1879 in Darmstadt)
5. Tochter Therese Elise Christiane Georgette Dieffenbach (* 1809 in Gießen; † 1869) ⚭ 25. Februar 1836 in Gießen mit dem Landwirt und Politiker Dr. jur. Johann Gros (* 20. Mai 1809 in Steinheim; † 4. Juli 1892 in Gießen)
6. Sohn Ernst Dieffenbach (* 27. Januar 1811 in Gießen; † 1. Oktober 1855 ebenda)
7. Tochter Marianne Dieffenbach (* & † 1812 in Gießen)
8. Sohn Otto Dieffenbach (* 1815 in Gießen), zog nach Amerika
9. Tochter Theodore Dieffenbach (* 1817 in Gießen)
10. Marianne Dieffenbach (* 1819 in Gießen), ⚭ mit dem Chemiker in Bad Kösen Dr. N.N. Heun

## Werke (Auswahl)
- Progr. Einige Bemerkungen über die frühe Lektüre der Kinder. Gießen, 1799
- Progr. De quibus neglectae linguae latinae causis. Gießen 1801
- Progr. Ueber die Erziehung zur Sittlichkeit. Gießen 1804
- Drei Predigten in Beziehung auf die neusten Ereignisse. Gießen 1815
- Die zwei ersten Vorträge in der neuerbauten Stadtkirche zu Gießen. Gießen, 1821, (Digitalisat)
- Die christlich-religiöse Freiheit. Eine Predigt am 3ten Secularfest der Uebergabe der Augsburgischen Confession gehalten zu Gießen. Gießen, 1830

Dieffenbach schrieb Aufsätze und Rezensionen in dem Journal für Aufklärung über Rechte und Pflichten, Journal für theologische Literatur, der Bibliothek der theologischen und pädagogischen Literatur, Henkes Museum für Religionswissenschaft und der Frauenzimmer Zeitung (Gedichte).